# 소주천 (용어)
소주천(小周天)은 기공(氣功)을 수련하는 방법의 하나로서 진중삼(秦仲三)의 음양순환일소주천(陰陽循環一小周天)의 준말이다.